# Stade du Roudourou
Het Stade du Roudourou is een voetbalstadion in Guingamp, dat plaats biedt aan 19.060 toeschouwers. Het is de thuisbasis van EA Guingamp, dat uitkomt in de Franse Ligue 2.
Het stadion werd officieel geopend op 21 januari 1990. Het werd gerenoveerd in 1997, 2007, 2014  en 2018. Op 10 oktober 2009 werkte het Frans nationaal elftal een WK-kwalificatiewedstrijd af in dit stadion. Frankrijk versloeg in dit duel de Faeröer met 5-0.